# Kapnograf
Kapnograf är ett mätinstrument för att mäta halten av koldioxid i utandningsluften. Detta sker genom att registrera absorptionen av infrarött ljus, vilket absorberas bra av koldioxid. Används vid intubation för att försäkra sig på att man har stoppat tuben i luftstrupen och inte i matstrupen, och är en noninvasiv mätmetod.